# Marino (azienda)

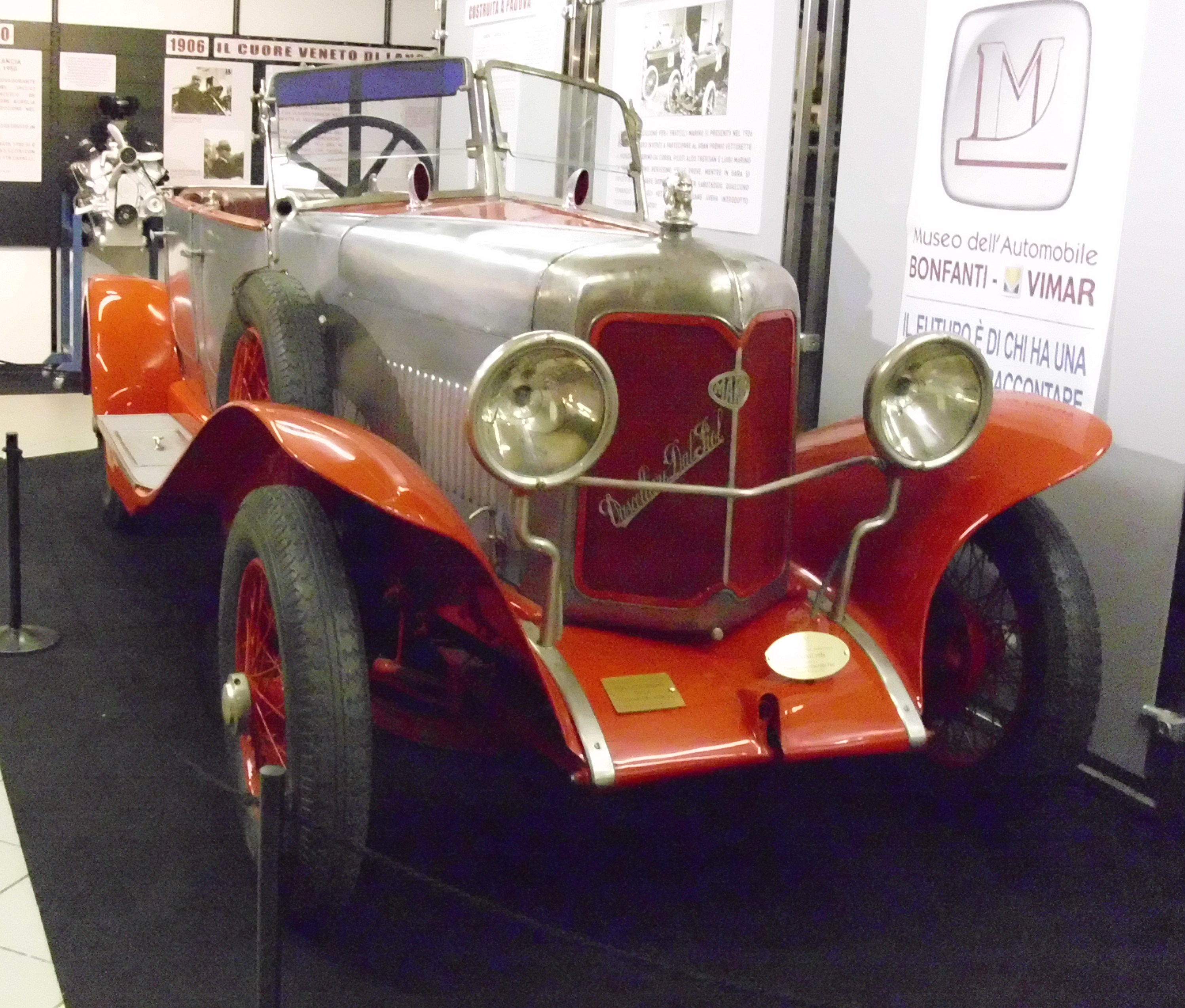
Marino torpedo Tipo Spinto del 1926

La Marino è stata una casa automobilistica, attiva a Padova.

## Storia
I fratelli Luigi e Alberto Marino nascono a Padova nell'ultimo decennio del XIX secolo. Prima dello scoppio della prima guerra mondiale Luigi si trasferisce a Milano dove trova impiego presso la casa automobilistica De Vecchi lavorando sui motori da competizione da 50 CV destinati alla Targa Florio. Terminato il conflitto Luigi rientra nella sua Padova, dove apre un garage per riparazioni e trasformazioni di auto di tutte le marche, assieme al fratello Alberto.
Fra il 1921 ed il 1923 Luigi progetta e realizza un motore a quattro cilindri, testa fissa, valvole inclinate in testa e smontabili, da 1,5 litri che, applicato su un telaio fornisce subito buoni risultati nelle gare alle quali partecipa, prendendo così forma l'idea di costruire in piccola serie di auto di cilindrata contenuta. Nasce la Società Automobili Marino nel 1923 e poco dopo viene presentata la vettura, mossa da motore Marino 1100 e fornita nelle versioni Normale da 21 CV, Tipo Spinto da 32 CV e Gran Sport compressore da 50 CV. Ai motori Marino spesso vengono montati i più collaudati motori francesi CIME che, elaborati dagli stessi Marino, forniscono le potenze reclamizzate. Fino al 1928 saranno circa 70 le Marino costruite nelle varie versioni.
Nel 1926 al chilometro lanciato di Brescia una Marino vince infatti a 139,012 km/h. Nello stesso anno arriva l'invito a partecipare con due vetture al Gran Premio di Monza, riservato ad auto con un massimo di 1 100 cm³ di cilindrata. Nelle prove le due Marino, pilotate rispettivamente da Trevisan e Alberto Marino, fanno segnare tempi di vertice e Trevisan addirittura il giro più veloce. Ma il giorno dopo entrambe le piccole Grand Prix si fermano dopo pochi giri a causa di un sabotaggio: mezzo chilo di zucchero introdotto nottetempo nei serbatoi.
La grande occasione sfuma, senza colpe e con giustificati rimpianti. L'anno prima la FIAT aveva immesso nel mercato la nuovissima 509, un litro di cilindrata, 80 km/h, un prezzo decisamente inferiore (18 500 Lire che due anni dopo cala 15 990 contro le circa 26 000 Lire per un Marino torpedo) ad acquistabile a rate. Così i Marino decidono di terminare l'attività di costruttori, realizzando ancora qualche vettura su richiesta sino al 1928, anno dello stop definitivo.
Luigi Marino tuttavia nel 1942 costruisce una sua piccola vettura sport, motore 750 cc e sospensioni registrabili in gomma, denominata LMP (Luigi Marino Padova), con la quale nel dopo guerra partecipa a qualche corsa locale in salita, con l'ultima uscita nel 1954.
L'unica Marino sino ad ora sopravvissuta e visibile, è una , in versione torpedo “bateau”, con motore CIMA da 32 CV e 115 km/ora, che si trova esposta al museo dell'automobile Bonfanti-Vimar di Romano d'Ezzelino (VI), alla periferia nord di Bassano del Grappa.